# Rotrandbär
Der Rotrandbär (Diacrisia sannio) ist ein Schmetterling (Nachtfalter) aus der Familie der Bärenspinner (Arctiinae).

## Merkmale
Die Flügelspannweite beträgt etwa 25 Millimeter. 

♂
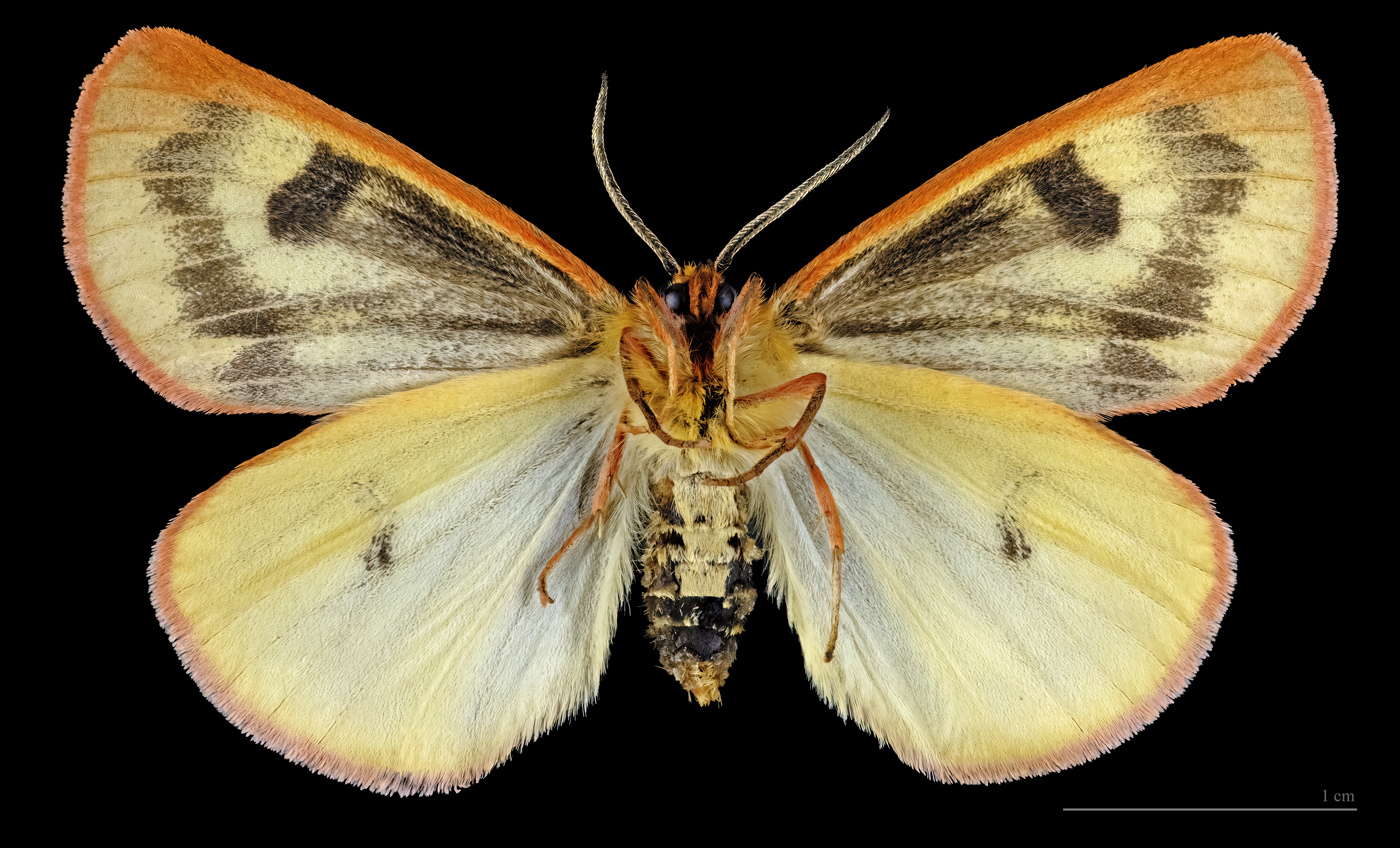
♂ △

Die Männchen sind auf der Oberseite hell gelb mit je einem roten Mittelfleck auf jedem Flügel gefärbt. Die Hinterflügel sind weiß mit einer z. T. in einzelne Punkte aufgelöste schwarze Querbinde am Außenrand. Vorder- und Hinterflügel sind mit Ausnahme des Hinterrandes des Hinterflügels rot gerandet. Die deutlich kleineren Weibchen haben orange Vorderflügel mit roten Punkten, während die Hinterflügel fast schwarz sind und einen roten Randbereich aufzeigen. Die Eier werden in Gruppen an den Blättern der Futterpflanzen der Raupen abgelegt. Das einzelne Ei ist gelblich-weiß und halbkugelig. Die Raupe ist schwarzbraun bis rötlichbraun behaart. Sie besitzt eine weißliche Mittellinie mit roten Punkten. Die Raupe überwintert und verpuppt sich im Frühjahr in einem Gespinst am Boden. Die glänzend rotbraune Puppe besitzt einen Kremaster mit Borsten.

## Lebensraum
Man findet den Rotrandbär auf Moorwiesen, Bruchwäldern, Flussauen, an Waldrändern, in Schonungen oder auf Waldlichtungen mit Grasbewuchs und Wiesen. Im Gebirge ist er bis zu einer Höhe von 2.400 Metern zu finden.

## Entwicklung
Der Rotrandbär fliegt je nach Region und Höhe in einer oder zwei Generationen. Bei einer Generation im Jahr findet man von Juni bis Juli die ausgewachsenen Schmetterlinge. Kommt es zu zwei Generationen fliegen die Falter der ersten Generation von Mai bis Juni. Die Falter der zweiten Generation sind dann von Juli bis August zu finden. Die Weibchen locken zur Paarungszeit die Männchen mit einem Sexuallockstoff an. Die Raupen der ersten Generation findet man von September bis Mai und die der zweiten Generation von Juli bis August. Die Falter sind tag- und nachtaktiv. Sie kommen ans Licht. Allerdings sind die Weibchen des Rotrandbären sehr flugträge. Die Raupen sind dagegen ausschließlich nachtaktiv. Die Raupe überwintert.

## Nahrungspflanzen
Die Raupen fressen unter anderem:
- Labkraut (Galium spec.)
- Wegerich (Plantago spec.)
- Gewöhnlicher Löwenzahn (Taraxacum sect. Ruderalia)
- Weidenröschen (Epilobium spec.)
- Brennnessel (Urtica spec.)

## Flugzeiten
Die Falter fliegen von Juni bis Juli, die Raupen treten von August und nach der Überwinterung bis Mai auf.

## Vorkommen
Das Verbreitungsgebiet des Rotrandbären erstreckt sich über ganz Europa (im Norden bis zum 68. Breitengrad), über das nördliche Asien bis nach Japan.

## Gefährdung
Die Bestände des Rotrandbärs scheinen zumindest regional rückläufig zu sein. In einigen deutschen Bundesländern steht die Art deshalb auf der Vorwarnliste (Art ist bei weiterer Zerstörung des Lebensraumes in Zukunft gefährdet) oder wird bereits als gefährdet eingestuft.

## Bilder

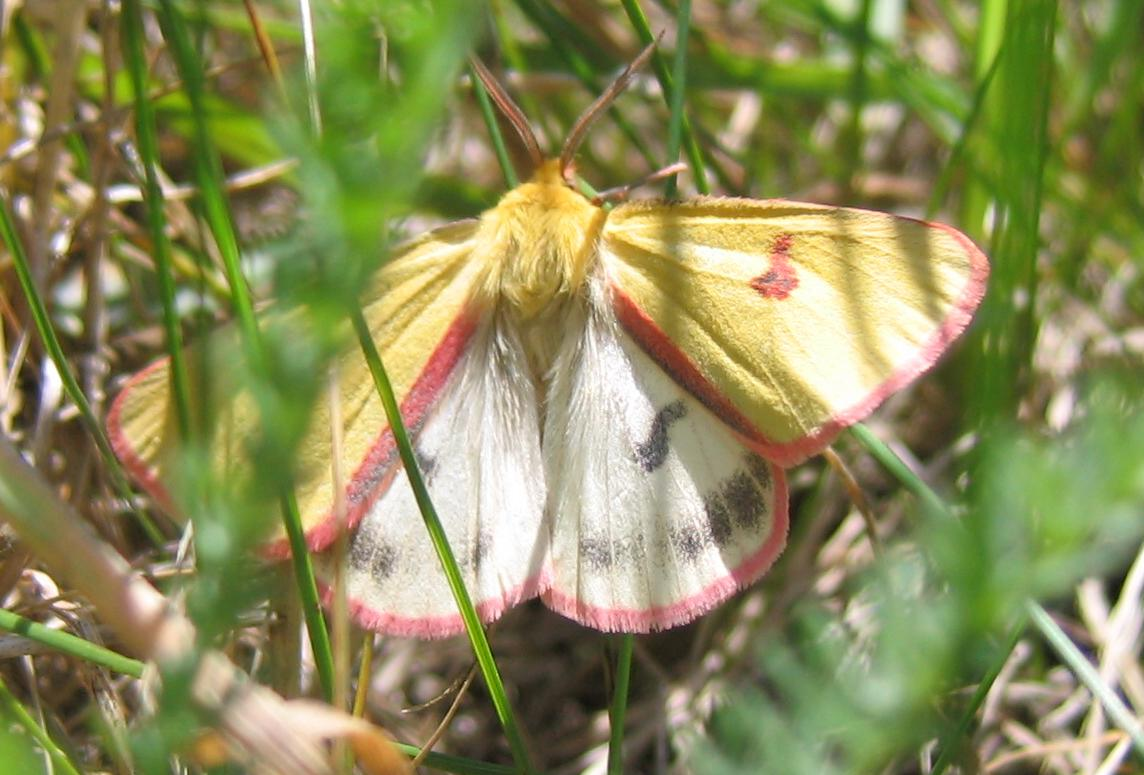
Rotrandbär (Diacrisia sannio), Männchen, die Hinterflügel zeigend
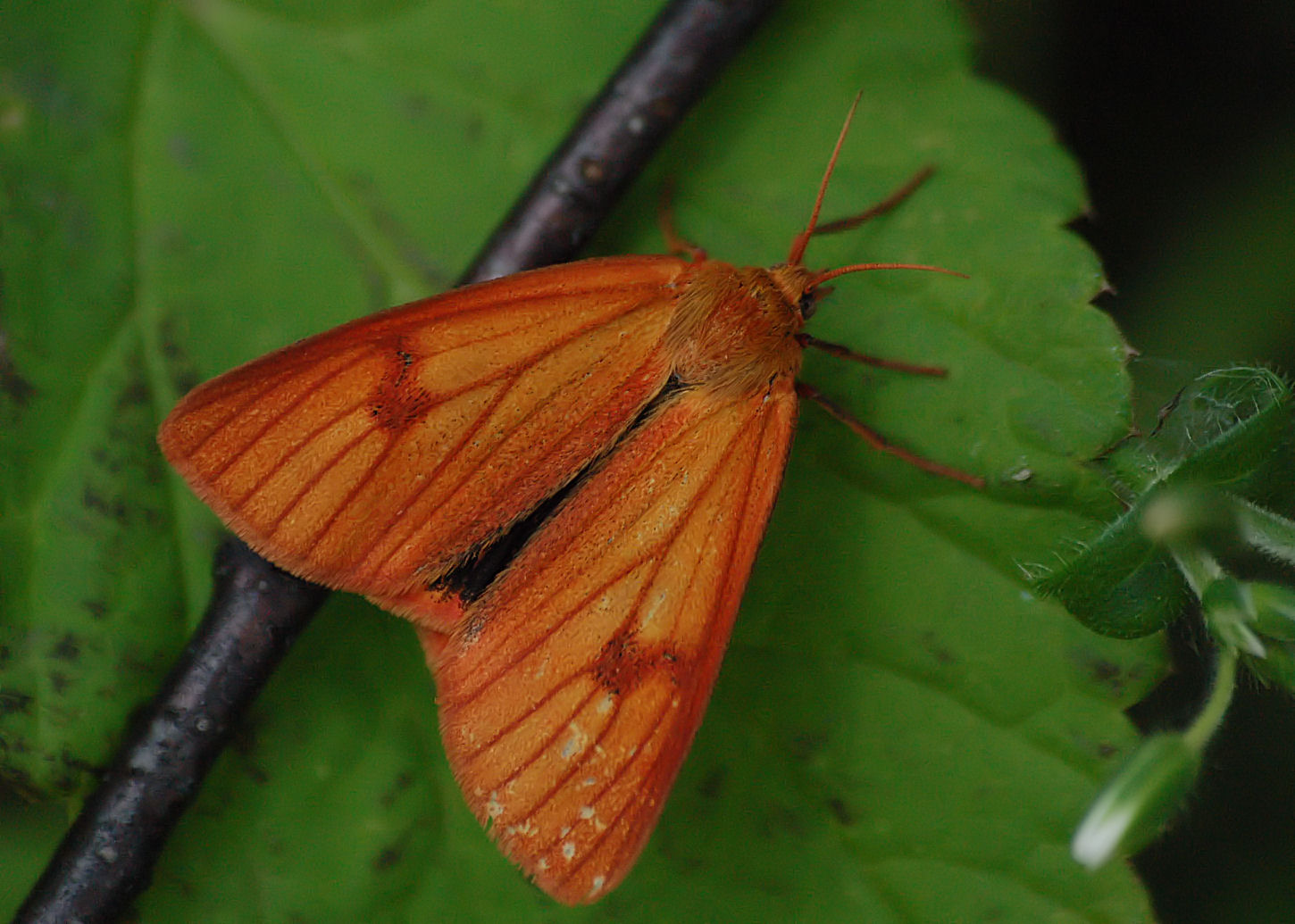
Rotrandbär (Diacrisia sannio), Weibchen
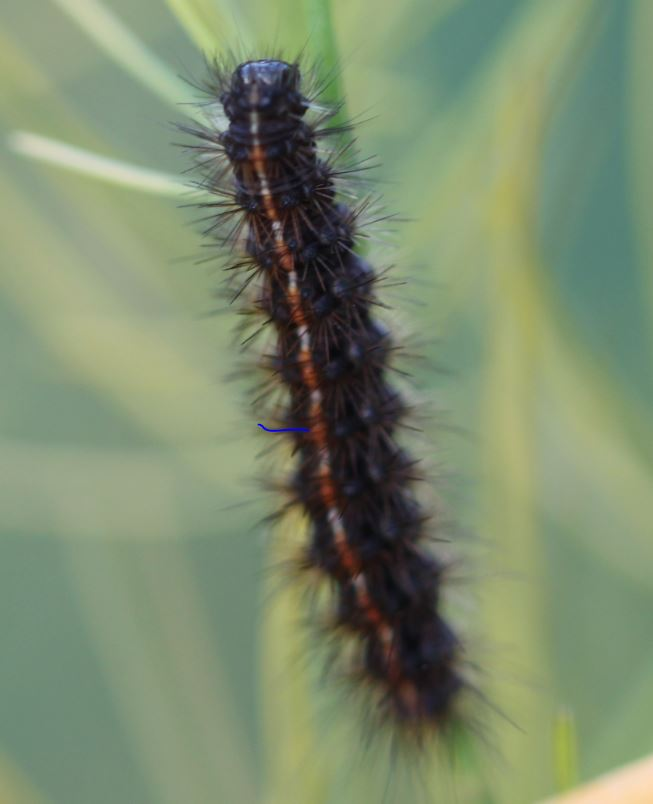
Raupe
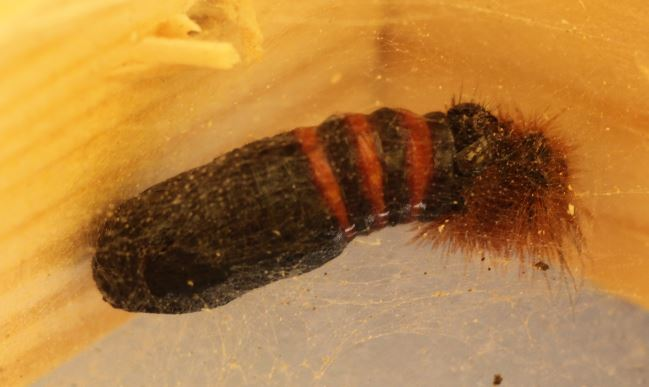
Puppe